# ブルタックル
『ブルタックル』は、飛松良輔による日本のラグビー漫画。『月刊!スピリッツ』（小学館）にて、2017年1月号から2018年4月号まで連載された。

## あらすじ
自分がやりたいものを見つけるために星辰大学に入った釜之うしお（かまの うしお）はラグビーと出会い、チームメイトと共に切磋琢磨していく。

## 登場人物

### 星辰大学ラグビー部
釜之うしお（かまの うしお）
主人公。1年。実家の銭湯での薪割りでつけた筋力が特徴。マックという犬を飼っている。ポジションはフランカー(FL)。
尾河里勇哉（おかわり ゆうや）
1年。うしおとは幼なじみ。星辰大学でラグビーをするために入学。ポジションはフッカー(HO)。
土屋桜（つちや さくら）
1年。放送学科アナウンスコースに通い、課題の一環としてラグビー部を取材している。通称はパッションちゃん。
胸乃秋人（むねの あきと）
1年。トレーナー志望。ラグビー知識豊富で筋肉フェチ。
天海辰弥（あまみ たつや）
1年。高校時代、日本代表強化選手に選ばれるほどの実力者でAチームに所属している。ポジションはフルバック(FB)。
龍見瞬（たつみ しゅん）
1年。うしおからのあだ名は「キモ髪」。ポジションはウィング(WTB)。
美波裕一郎（みなみ ゆういちろう）
1年だが1年浪人して入ったのでうしおらより年は一つ上。ポジションはスタンドオフ(SO)。
伊藤信二（いとう しんじ）
1年生コーチ。普段は笑顔だが、怒ると目を見開く。
野田忠信（のだ　ただのぶ）
監督。12年前星辰大学が最後に全国制覇した年の主将。

### その他の人物
釜之ちさと（かまの ちさと）
21歳。うしおの姉。会社員。元ヤンでうしおに対しては厳しい。

## コラボレーション
ムロオ関西大学ラグビーAリーグ出場8校の各主将のイラストを作者が描き下ろしてコラボグッズを発売した。

## 書誌情報
- 飛松良輔『ブルタックル』 小学館〈ビッグコミックス〉、全3巻
  1. 2017年4月28日発売[4]、ISBN 978-4-09-189480-9
  2. 2017年10月30日発売[5]、ISBN 978-4-09-189724-4
  3. 2018年4月27日発売[6]、ISBN 978-4-09-189817-3